# Modisimus david
Modisimus david is een spinnensoort uit de familie trilspinnen (Pholcidae). De soort komt voor in Nicaragua en Panama. 